# Santa Maria Capua Vetere
Santa Maria Capua Vetere est une ville de la province de Caserte, dans la région Campanie, en Italie.

## Histoire

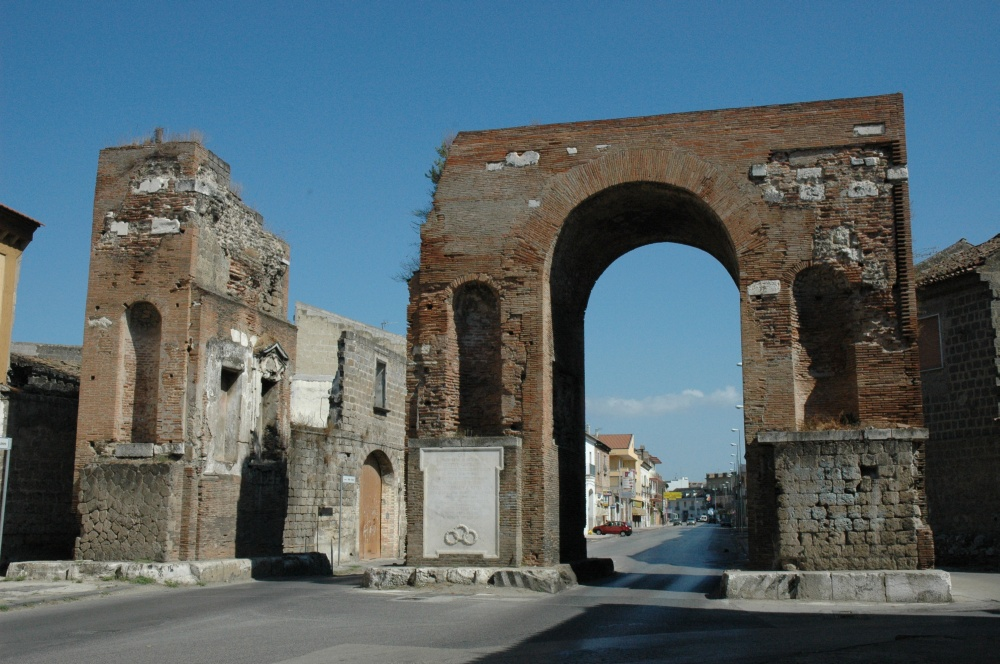
Arc d'Hadrien.

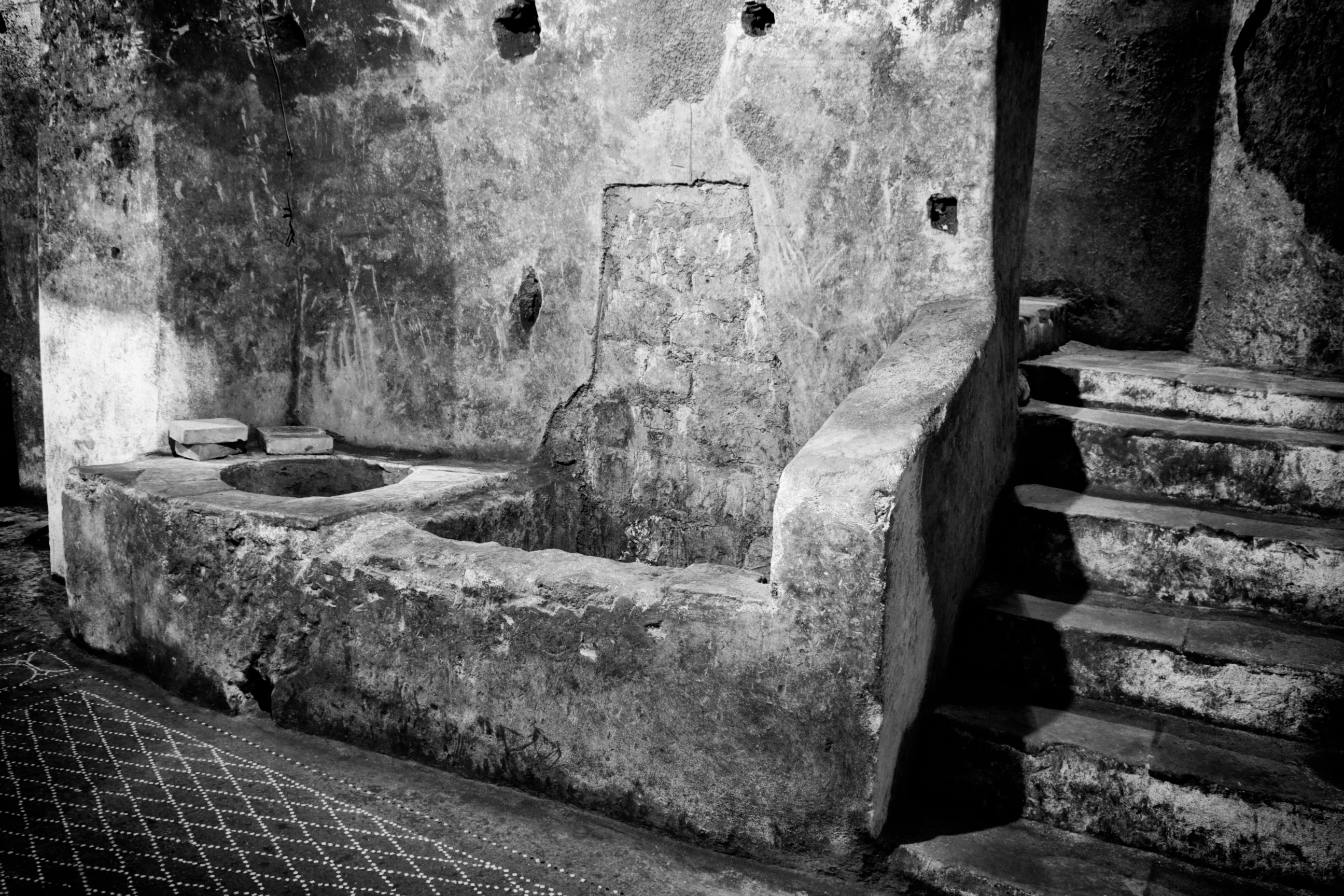
Intérieur de la domus de Confuleius, d'époque romaine.

C'est sur le territoire de la commune de Santa Maria Capua Vetere que se trouve le site de l'antique Capoue étrusque, avec notamment les nécropoles qui attestent de l'occupation étrusque entre le IXe et le Ve siècle av. J.-C. Dans l'une de ces nécropoles a été trouvée la tuile de Capoue, tablette inscrite en terre cuite datant du Ve siècle av. J.-C. qui porte le deuxième texte étrusque (par sa longueur) qui soit parvenu jusqu'à nous.
De la Capoue romaine, il reste plusieurs monuments importants : 
- l'amphithéâtre, particulièrement vaste, construit à la fin du IIe siècle av. J.-C. et restauré au IIe siècle apr. J.-C. ;
- l'arc d'Hadrien (Ier et IIe siècles) ;
- Le mithraeum de Santa Maria Capua Vetere (IIe siècle);
- des restes de maisons, comme la domus de Publius Confuleius Sabbio (Ier siècle).

## Administration
| Période                                  | Période          | Identité             | Étiquette | Qualité |
| ---------------------------------------- | ---------------- | -------------------- | --------- | ------- |
| 1998                                     | 11 décembre 2006 | Vincenzo Iodice      | DS        | médecin |
| 11 décembre 2006                         | En cours         | Gerardina Basilicata |           |         |
| Les données manquantes sont à compléter. |                  |                      |           |         |

### Hameaux
Sant'Andrea dei Lagni

### Communes limitrophes
Capoue, Carinaro, Casaluce, Curti, Macerata Campania, Marcianise, San Prisco, San Tammaro, Teverola

## Personnalités
- Errico Malatesta (1853-1932), anarchiste ;
- Virginio Merola (1955-), homme politique ;
- Antonio Pinedo, général dans l'armée du royaume de Naples  (1757-1830) ;
- Julie Salzano (1846-1929), religieuse canonisée.

## Lieux et monuments
- Musée des gladiateurs
- Musée archéologique de l'ancienne Capoue